# Before Your Love
Before Your Love è un singolo della cantante statunitense Kelly Clarkson, pubblicato nel 2002. La canzone è stata scritta da Desmond Child, Cathy Dennis e Gary Burr ed è presente in una nuova versione nel successivo album Thankful.

## Tracce
- CD Singolo

1. Before Your Love - 4:00
2. A Moment like This - 3:50

- 7"

1. Before Your Love - 3:59
2. A Moment like This - 3:47